# Si una vez
«Si una vez» es una canción de la cantante Selena para su álbum Amor prohibido (1994). Fue escrita por su hermano y productor A.B. Quintanilla III y coescrita por Pete Astudillo. Se lanzó como sencillo promocional el 21 de marzo de 1995, diez días antes del asesinato de la cantante.

## Listas musicales
| Lista (1995)                                              | Mejor posición |
| --------------------------------------------------------- | -------------- |
| Estados Unidos Latin Regional Mexican Airplay (Billboard) | 4              |

## Premios
| Año  | Premios              | Categoría       | Resultado |
| ---- | -------------------- | --------------- | --------- |
| 1994 | BMI Pop Music Awards | Canción del año | Ganadora  |

## Certificaciones
| País | Organismo certificador | Certificación | Ventas |
| ---- | ---------------------- | ------------- | ------ |
| Perú | CAPIF                  | Oro           | 50 000 |

## Historial de lanzamiento
| País           | Fecha                    | Formato                                              |
| -------------- | ------------------------ | ---------------------------------------------------- |
| Estados Unidos | 21 de marzo de 1995      | Contemporary hit radio, Rhythmic contemporary radios |
| México         | 21 de marzo de 1995      | Sencillo en CD                                       |
| México         | 24 de septiembre de 2002 | Sencillo en CD                                       |
| Francia        |                          | Sencillo en CD                                       |
| Japón          | 14 de marzo de 1995      | Sencillo en CD                                       |
| Alemania       | 14 de marzo de 1995      | Sencillo en CD                                       |
| Reino Unido    | 14 de marzo de 1995      | Sencillo en CD                                       |

## Otras versiones
- 2009: Manny Manuel - Si Una Vez
- 2016: Papushi - Si una vez (urbano pop)
- 2017: Play N Skillz - Si Una Vez (If I Once) (tres versiones, (If I Once, English version) Feat. Becky G, Frankie J & Kap G, (Si una vez, Versión en Español) Feat. Wisin, Frankie J, Leslie Grace y (Si Una Vez/If I Once, Spanglish version) Feat. Frankie J, Becky G, Kap G)
- 2017: Alicia Villarreal - Si Una Vez
- 2017: Mon Laferte - Si una vez (En vivo)
- 2019: La Rumorosa - Si una vez
- 2019: Jenny and the Mexicats - Si una vez
- 2020: Panteón Rococó - Si una vez
- 2021: Américo - Si una vez (Acústico/Por ellas)
- 2021 : I'll Nino - Si Una Vez (El rocker o)
- 2022: Elenco de Rebelde (Netflix) - Si una vez
- 2022: Majo Aguilar - Si una vez
- 2022: María José Quintanilla - Si una vez
- 2023: La Casetera - Si una vez
- 2023: Abraham Torres & Syanuro - Si una vez